# Écozone néotropicale : plantes à graines par nom scientifique (F)
à compléter par ordre alphabétique

## Fa

### Fab
- Fabiana - Solanacées

### Fac
- Facheiroa - fam. Cactacées (Cactus)
  - Facheiroa squamosa
  - Facheiroa ulei

## Fe

### Fer
- Ferocactus - fam. Cactacées (Cactus)
  - Ferocactus alamosanus
  - Ferocactus chrysacanthus
  - Ferocactus cylindraceus
  - Ferocactus diguetii
  - Ferocactus echidne
  - Ferocactus emoryi
  - Ferocactus flavovirens
  - Ferocactus fordii
  - Ferocactus glaucescens
  - Ferocactus gracilis
  - Ferocactus hamatacanthus
  - Ferocactus histrix
  - Ferocactus latispinus
  - Ferocactus lindsayi
  - Ferocactus macrodiscus
  - Ferocactus peninsulae
  - Ferocactus pilosus
  - Ferocactus stainesii
  - Ferocactus pottsii
  - Ferocactus reppenhagenii
  - Ferocactus robustus
  - Ferocactus schwarzii
  - Ferocactus viridescens
  - Ferocactus wislizeni

## Fi

### Fic
- Ficus

## Fr

### Fra
- Frailea - fam. Cactacées (Cactus)
  - Frailea albicolumnaris
  - Frailea castanea
  - Frailea cataphracta
  - Frailea chiquitana
  - Frailea curvispina
  - Frailea gracillima
  - Frailea grahliana
  - Frailea lepida
  - Frailea mammifera
  - Frailea perumbilicata
  - Frailea phaeodisca
  - Frailea pumila
  - Frailea pygmaea
  - Frailea schilinzkyana